# خیار چنبر
خیار اصغری براقی  یا چمبر یا خیارشنگ (به انگلیسی: Armenian cucumber) میوه‌ای است شبیه خیار که در واقع از گونهٔ خربزه تخم‌قند (با نام علمی C. melo) از خانوادهٔ طالبی است. طالبی و خیار هر دو از یک سرده هستند. نوعی میوه بلند و باریک است که طعم آن شبیه به خیار است و در ظاهر تا حدودی شبیه آن می‌باشد. معمولاً با پوست خورده می‌شود و همچنین در آشپزخانه به عنوان جایگزین سبزیجاتی مانند کدو سبز و خیار استفاده می‌شود. از آنجایی که به آب زیادی برای رشد احتیاج ندارد، معمولاً بافت تردتر و سفت تری نسبت به خیار دارد.

## ویژگی‌ها

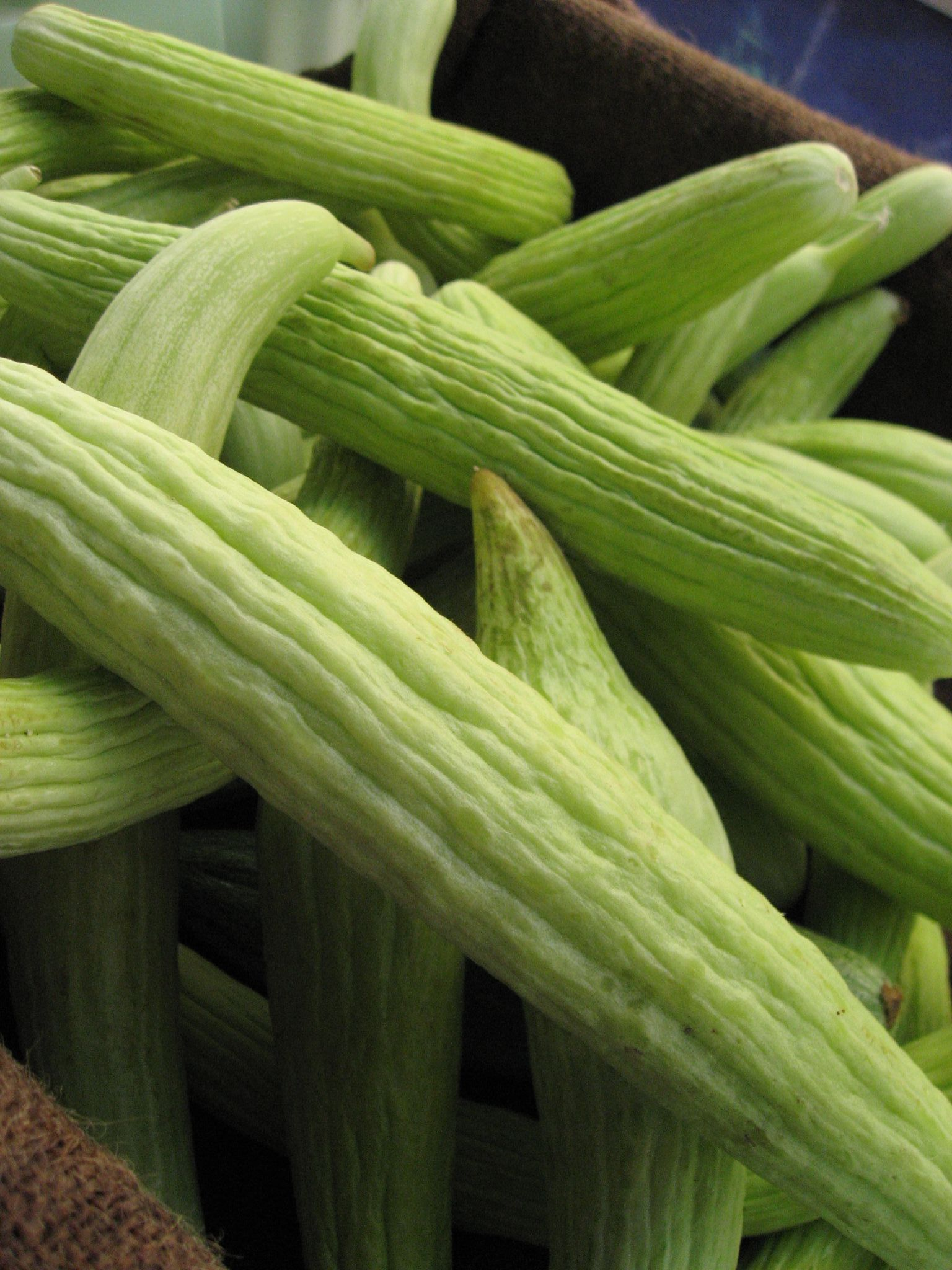
خیارهای چنبر برای فروش

طول خیار چنبر تقریباً ۳۰ تا ۳۶ اینچ (۷۶ تا ۹۱ سانتی‌متر) است. به همان اندازه در زمین یا روی نرده رشد می‌کند. گیاهان خیار چنبر ترجیح می‌دهند بیشتر روز را در زیر نور کامل آفتاب قرار گیرند. این میوه زمانی که ۱۲ تا ۱۵ اینچ (۳۰ تا ۳۸ سانتی‌متر) طول داشته باشد خوش طعم تر خواهد بود. خیار ترشی چنبر در بازارهای خاورمیانه به عنوان «ترشی خیار وحشی» به فروش می‌رسد.

## پیشینه
«فردریک هسلکویست»، در سفرهای خود در آسیای صغیر، مصر، قبرس و سوریه در قرن ۱۸ میلادی، با «خیار مصری»، روبرو شد که امروزه بدان خیار چنبر گفته می‌شود. به گفته وی «ملکه خیار دارای، طراوت، شیرینی، سفت و سالم» است. او همچنین می‌گوید: «آن‌ها هنوز بخش بزرگی از غذای افراد طبقه پایین در مصر را تشکیل می‌دهند که از آن‌ها برای مصرف در تمام وعده‌ها استفاده می‌شود» جورج ای. پست، در فرهنگ لغت هیستینگز، می‌گوید: «این خیار بلندتر و باریک‌تر از خیار معمولی است، زیرا اغلب بیشتر از یک پا طول دارد و گاهی ضخامت آن کمتر از یک اینچ است و در هر دو انتهای آن اشاره شده‌است.» این زیرگونه با خیار بیشترین نزدیکی را دارد. که در تصاویر و متون مدیترانه‌ای باستان مشاهده می‌شد و به احتمال زیاد از این نوع خیار بوده‌است که در طول سال برای امپراتور تیبریوسد که در قرن اول روم شروع به رشد می‌کرد.

## نگارخانه

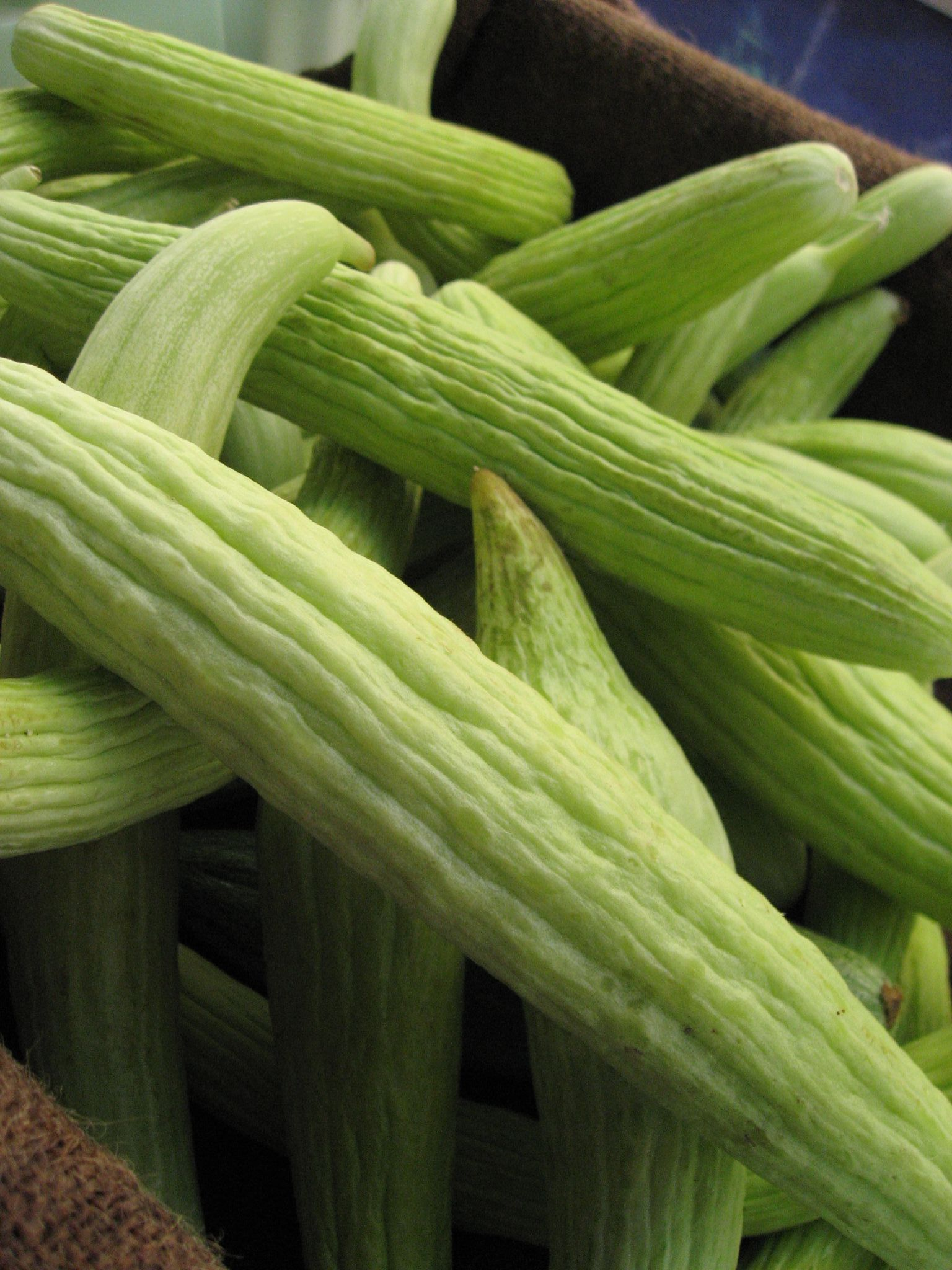
یک دسته خیار چنبر
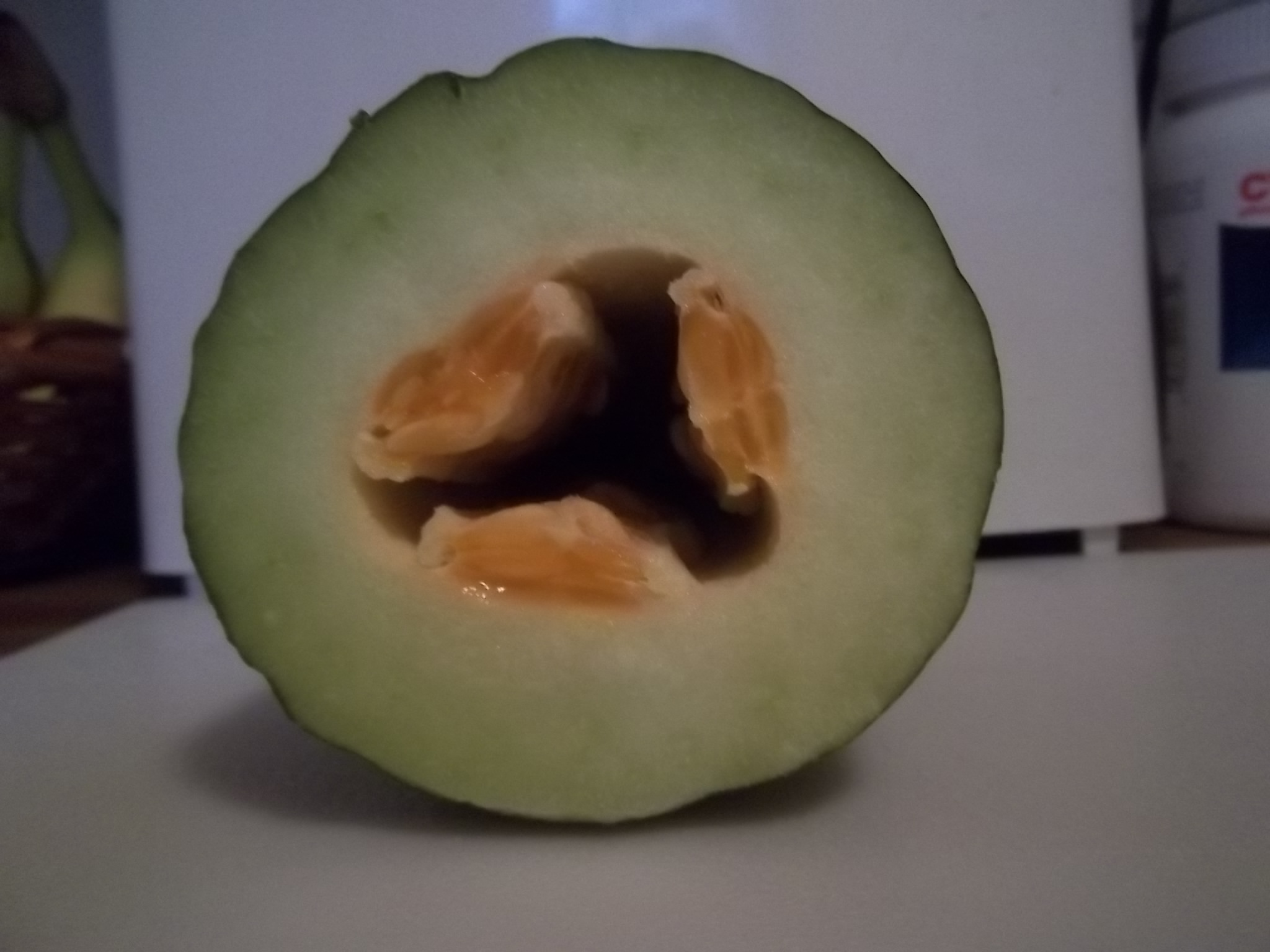
سطح مقطع خیار چنبر